# Colombiaans voetbalelftal in 2009
Het Colombiaans voetbalelftal speelde in totaal twaalf officiële interlands in het jaar 2009, waaronder acht duels in de kwalificatiereeks voor de WK-eindronde in Zuid-Afrika. De ploeg stond onder leiding van Eduardo Lara, de opvolger van de in 2008 opgestapte Jorge Luis Pinto. Lara wist Los Cafeteros niet naar de WK-eindronde te leiden en vertrok aan het einde van het jaar. Op de in 1993 geïntroduceerde FIFA-wereldranglijst steeg Colombia in 2009 van de 49ste (januari 2009) naar de 39ste plaats (december 2009).

## Balans
| Wedstrijden | Wedstrijden | Wedstrijden | Wedstrijden | Doelpunten | Doelpunten | Doelpunten | Punten |
| Gespeeld    | Winst       | Gelijk      | Verlies     | Voor       | Tegen      | Saldo      | Punten |
| ----------- | ----------- | ----------- | ----------- | ---------- | ---------- | ---------- | ------ |
| 12          | 7           | 0           | 5           | 17         | 14         | +3         | 1.677  |

## Interlands
|                                                        |                                        |       |       |                                                                                                |
| 11 februari Vriendschappelijk № 451 «onderlinge duels» | Colombia                               | 2 – 0 | Haïti | Estadio Hernán Ramírez Villegas, Pereira Toeschouwers: 20.000 Scheidsrechter: Óscar Ruiz (COL) |
| 11 februari Vriendschappelijk № 451 «onderlinge duels» | Vladimir Marín 14' Macnelly Torres 59' |       |       | Estadio Hernán Ramírez Villegas, Pereira Toeschouwers: 20.000 Scheidsrechter: Óscar Ruiz (COL) |

|                                                             |                                        |       |         |                                                                                       |
| 28 maart WK-kwalificatie № 452 «onderlinge duels» 19:20 uur | Colombia                               | 2 – 0 | Bolivia | Estadio El Campín, Bogotá Toeschouwers: 22.044 Scheidsrechter: Alfredo Intriago (ECU) |
| 28 maart WK-kwalificatie № 452 «onderlinge duels» 19:20 uur | Macnelly Torres 26' Wason Rentería 88' |       |         | Estadio El Campín, Bogotá Toeschouwers: 22.044 Scheidsrechter: Alfredo Intriago (ECU) |

|                                                             |                                   |       |          | |
| 31 maart WK-kwalificatie № 453 «onderlinge duels» 20:00 uur | Venezuela                         | 2 – 0 | Colombia | Estadio Polideportivo Cachamay, Puerto Ordaz Toeschouwers: 35.000 Scheidsrechter: Pablo Pozo (CHI) |
| 31 maart WK-kwalificatie № 453 «onderlinge duels» 20:00 uur | Nicolás Fedor 78' Juan Arango 82' |       |          | Estadio Polideportivo Cachamay, Puerto Ordaz Toeschouwers: 35.000 Scheidsrechter: Pablo Pozo (CHI) |

|                                                           |                 |       |          |                                                                                         |
| 6 juni WK-kwalificatie № 454 «onderlinge duels» 18:00 uur | Argentinië      | 1 – 0 | Colombia | Estadio Monumental, Buenos Aires Toeschouwers: 55.000 Scheidsrechter: René Ortubé (BOL) |
| 6 juni WK-kwalificatie № 454 «onderlinge duels» 18:00 uur | Daniel Díaz 56' |       |          | Estadio Monumental, Buenos Aires Toeschouwers: 55.000 Scheidsrechter: René Ortubé (BOL) |

|                                                            |                    |       |      |                                                                                             |
| 10 juni WK-kwalificatie № 455 «onderlinge duels» 18:00 uur | Colombia           | 1 – 0 | Peru | Estadio Atanasio Girardot, Medellín Toeschouwers: 32.300 Scheidsrechter: Carlos Simon (BRA) |
| 10 juni WK-kwalificatie № 455 «onderlinge duels» 18:00 uur | Radamel Falcao 25' |       |      | Estadio Atanasio Girardot, Medellín Toeschouwers: 32.300 Scheidsrechter: Carlos Simon (BRA) |

|                                                       |                                            |       |                         |                                                                                    |
| 7 augustus Vriendschappelijk № 456 «onderlinge duels» | Colombia                                   | 2 – 1 | El Salvador             | Robertson Stadium, Houston Toeschouwers: 20.418 Scheidsrechter: Jair Marrufo (USA) |
| 7 augustus Vriendschappelijk № 456 «onderlinge duels» | Teófilo Gutiérrez 12' Humberto Mendoza 87' |       | 64' Juan Carlos Moscoso | Robertson Stadium, Houston Toeschouwers: 20.418 Scheidsrechter: Jair Marrufo (USA) |

|                                                        |                    |       |                                             |                                                                                             |
| 12 augustus Vriendschappelijk № 457 «onderlinge duels» | Colombia           | 1 – 2 | Venezuela                                   | Giants Stadium, East Rutherford Toeschouwers: onbekend Scheidsrechter: Arkadiusz Prus (USA) |
| 12 augustus Vriendschappelijk № 457 «onderlinge duels» | Radamel Falcao 38' |       | 38' José Manuel Rey 72' Oswaldo Vizcarrondo | Giants Stadium, East Rutherford Toeschouwers: onbekend Scheidsrechter: Arkadiusz Prus (USA) |

|                                                                |                                              |       |         |                                                                                                |
| 5 september WK-kwalificatie № 458 «onderlinge duels» 15:30 uur | Colombia                                     | 2 – 0 | Ecuador | Estadio Atanasio Girardot, Medellín Toeschouwers: 42.000 Scheidsrechter: Sergio Pezzotta (ARG) |
| 5 september WK-kwalificatie № 458 «onderlinge duels» 15:30 uur | Jackson Martínez 82' Teófilo Gutiérrez 90+4' |       |         | Estadio Atanasio Girardot, Medellín Toeschouwers: 42.000 Scheidsrechter: Sergio Pezzotta (ARG) |

|                                                                |                                                       |       |                      |                                                                                         |
| 9 september WK-kwalificatie № 459 «onderlinge duels» 18:00 uur | Uruguay                                               | 3 – 1 | Colombia             | Estadio Centenario, Montevideo Toeschouwers: 30.000 Scheidsrechter: Carlos Torres (PAR) |
| 9 september WK-kwalificatie № 459 «onderlinge duels» 18:00 uur | Luis Suárez 7' Andrés Scotti 77' Sebastián Eguren 87' |       | 63' Jackson Martínez | Estadio Centenario, Montevideo Toeschouwers: 30.000 Scheidsrechter: Carlos Torres (PAR) |

|                                                         |                  |       |                                         |                                                                                  |
| 30 september Vriendschappelijk № 460 «onderlinge duels» | Mexico           | 1 – 2 | Colombia                                | Cotton Bowl, Dallas Toeschouwers: onbekend Scheidsrechter: Ricardo Salazar (USA) |
| 30 september Vriendschappelijk № 460 «onderlinge duels» | Paul Aguilar 90' |       | 45' Giovanni Moreno 80' Carlos Quintero | Cotton Bowl, Dallas Toeschouwers: onbekend Scheidsrechter: Ricardo Salazar (USA) |

|                                                               |                                          |       |                                                                           |                                                                                                   |
| 10 oktober WK-kwalificatie № 461 «onderlinge duels» 17:00 uur | Colombia                                 | 2 – 4 | Chili                                                                     | Estadio Atanasio Girardot, Medellín Toeschouwers: 18.000 Scheidsrechter: Víctor Hugo Rivera (PER) |
| 10 oktober WK-kwalificatie № 461 «onderlinge duels» 17:00 uur | Jackson Martínez 14' Giovanni Moreno 53' |       | 34' Waldo Ponce 35' Humberto Suazo 71' Jorge Valdivia 78' Fabián Orellana | Estadio Atanasio Girardot, Medellín Toeschouwers: 18.000 Scheidsrechter: Víctor Hugo Rivera (PER) |

|                                                               |          |                                     |          | |
| 14 oktober WK-kwalificatie № 462 «onderlinge duels» 20:00 uur | Paraguay | 0 – 2                               | Colombia | Estadio Defensores del Chaco, Asunción Toeschouwers: 17.503 Scheidsrechter: Paulo de Oliveira (BRA) |
| 14 oktober WK-kwalificatie № 462 «onderlinge duels» 20:00 uur |          | 61' Adrián Ramos 80' Hugo Rodallega |          | Estadio Defensores del Chaco, Asunción Toeschouwers: 17.503 Scheidsrechter: Paulo de Oliveira (BRA) |

## FIFA-wereldranglijst
| JAN | FEB | MAR | APR | MEI | JUN | JUL | AUG | SEP | OKT | NOV | DEC |
| --- | --- | --- | --- | --- | --- | --- | --- | --- | --- | --- | --- |
| 49  | 51  | 47  | 43  | 44  | 45  | 46  | 45  | 48  | 30  | 40  | 39  |

## Statistieken
| David Ospina           | 1988-08-31 | OGC Nice               | 7 | 1 | 0 | 10 | 0 |
| Agustín Julio          | 1974-10-25 | Independiente Santa Fe | 4 | 1 | 0 | 29 | 0 |
| Miguel Ángel Calero    | 1971-04-14 | CF Pachuca             | 1 | 0 | 0 | 51 | 0 |
| Verdediging            |            |                        |   |   |   |    |   |
| Mario Yepes            | 1976-01-13 | Chievo Verona          | 9 | 0 | 0 | 68 | 4 |
| Cristián Zapata        | 1986-09-30 | Udinese Calcio         | 6 | 1 | 0 | 12 | 0 |
| Luis Amaranto Perea    | 1979-01-30 | Atlético Madrid        | 6 | 0 | 0 | 49 | 0 |
| Iván Córdoba           | 1976-08-11 | Inter Milaan           | 4 | 0 | 0 | 71 | 5 |
| Luis Núñez             | 1983-12-10 | Once Caldas            | 3 | 0 | 0 | 3  | 0 |
| Humberto Mendoza       | 1984-10-02 | Atlético Nacional      | 2 | 0 | 1 | 12 | 2 |
| Alexis Henriquez       | 1983-01-02 | Once Caldas            | 2 | 0 | 0 | 4  | 0 |
| Gerardo Bedoya         | 1975-11-26 | Millonarios            | 1 | 0 | 0 | 49 | 4 |
| Iván Vélez             | 1984-08-16 | América de Cali        | 1 | 0 | 0 | 1  | 0 |
| Andrés González        | 1984-01-08 | Independiente Santa Fe | 0 | 1 | 0 | 11 | 0 |
| Josimar Mosquera       | 1982-10-12 | Colón Santa Fe         | 0 | 1 | 0 | 2  | 0 |
| Middenveld             |            |                        |   |   |   |    |   |
| Pablo Armero           | 1986-11-02 | SE Palmeiras           | 8 | 0 | 0 | 14 | 0 |
| Fredy Guarín           | 1986-06-30 | FC Porto               | 8 | 0 | 0 | 24 | 0 |
| Vladimir Marín         | 1979-09-26 | Toluca FC              | 7 | 1 | 1 | 14 | 1 |
| Juan Camilo Zúñiga     | 1985-12-14 | SSC Napoli             | 7 | 0 | 0 | 21 | 0 |
| Fabián Vargas          | 1980-04-17 | UD Almería             | 6 | 0 | 0 | 36 | 0 |
| Abel Aguilar           | 1985-01-06 | Real Zaragoza          | 5 | 2 | 0 | 20 | 0 |
| Macnelly Torres        | 1984-11-01 | Colo-Colo              | 4 | 0 | 2 | 24 | 2 |
| Jhon Viáfara           | 1978-10-27 | Once Caldas            | 3 | 2 | 0 | 37 | 1 |
| Giovanni Moreno        | 1986-07-01 | Atlético Nacional      | 3 | 1 | 2 | 6  | 2 |
| Cristian Marrugo       | 1985-07-18 | Deportes Tolima        | 2 | 2 | 0 | 5  | 0 |
| Yulián Anchico         | 1984-05-28 | Independiente Santa Fe | 2 | 1 | 0 | 23 | 1 |
| Luis Mosquera          | 1986-08-17 | Jaguares de Chiapas    | 2 | 0 | 0 | 3  | 1 |
| Giovanni Hernández     | 1976-06-16 | Atlético Junior        | 1 | 3 | 0 | 45 | 5 |
| Jhersson Córdoba       | 1988-02-09 | La Equidad             | 1 | 1 | 0 | 2  | 0 |
| Jairo Palomino         | 1988-08-02 | Atlético Nacional      | 1 | 0 | 0 | 1  | 0 |
| Javier Araújo          | 1984-12-26 | Millonarios            | 0 | 1 | 0 | 4  | 0 |
| Juan Carlos Escobar    | 1982-10-30 | Cúcuta Deportivo       | 0 | 1 | 0 | 8  | 0 |
| Stalin Motta           | 1984-03-28 | La Equidad             | 0 | 1 | 0 | 3  | 0 |
| José Nájera            | 1988-09-03 | Real Cartagena         | 0 | 1 | 0 | 1  | 0 |
| Juan Carlos Toja       | 1985-05-24 | Steaua Boekarest       | 0 | 1 | 0 | 3  | 0 |
| Aanval                 |            |                        |   |   |   |    |   |
| Radamel Falcao         | 1986-02-10 | FC Porto               | 9 | 0 | 2 | 22 | 5 |
| Teófilo Gutiérrez      | 1985-05-27 | Trabzonspor            | 4 | 2 | 2 | 6  | 2 |
| Jackson Martínez       | 1986-10-03 | Jaguares de Chiapas    | 3 | 2 | 3 | 5  | 3 |
| Adrián Ramos           | 1986-01-22 | Hertha BSC             | 3 | 1 | 1 | 7  | 1 |
| Wason Rentería         | 1985-07-04 | Sporting Braga         | 3 | 1 | 1 | 20 | 4 |
| Carlos Darwin Quintero | 1987-09-19 | Santos Laguna          | 2 | 4 | 1 | 9  | 1 |
| Dorlan Pabón           | 1988-01-24 | Envigado FC            | 2 | 2 | 0 | 4  | 0 |
| Hugo Rodallega         | 1985-07-25 | Wigan Athletic         | 0 | 7 | 1 | 31 | 8 |
| Juan Pablo Pino        | 1987-03-30 | AS Monaco              | 0 | 1 | 0 | 1  | 0 |
| Fredy Montero          | 1987-07-26 | Seattle Sounders       | 0 | 1 | 0 | 4  | 0 |

Colfútbol · A-internationals · Selecties · Statistieken · Bondscoaches · Colombiaans vrouwenelftal · Olympisch elftal · Colombia U20 · Colombia U17
1938 – 1949 ·
1950 – 1959 ·
1960 – 1969 ·
1970 – 1979 ·
1980 – 1989 ·
1990 – 1999 ·
2000 – 2009 ·
2010 – 2019 ·
2020 – 2029
WK 1962 · 
WK 1990 · 
WK 1994 · 
WK 1998 · 
WK 2014 · 
WK 2018
OS 1968 · 
OS 1972 · 
OS 1980 · 
OS 1992 · 
OS 2016
1938 · 
1939 · 1940 · 1941 · 1942 · 1943 · 1944 · 
1946 · 
1947 · 
1948 · 
1949 · 
1950 · 1951 · 1952 · 1953 · 1954 · 1955 · 1956 · 
1957 · 
1958 · 1959 · 1960 · 
1961 · 
1962 · 
1963 · 
1964 · 
1965 · 
1966 · 
1967 · 
1968 · 
1969 · 
1970 · 
1971 · 
1972 · 
1973 · 
1974 · 
1975 · 
1976 · 
1977 · 
1978 · 
1979 · 
1980 · 
1981 · 
1982 · 
1983 · 
1984 · 
1985 · 
1986 · 
1987 · 
1988 · 
1989 · 
1990 ·
1991 · 
1992 · 
1993 · 
1994 · 
1995 · 
1996 · 
1997 · 
1998 · 
1999 · 
2000 · 
2001 · 
2002 · 
2003 · 
2004 · 
2005 · 
2006 · 
2007 · 
2008 · 
2009 · 
2010 · 
2011 · 
2012 · 
2013 · 
2014 · 
2015 · 
2016 · 
2017 ·
2018 ·
2019 ·
2020 ·
2021
Algerije ·
Argentinië ·
Australië ·
Bahrein ·
België ·
Bolivia · 
Brazilië ·
Canada ·
Chili ·
China · 
Costa Rica ·
Cuba ·
DDR ·
Duitsland ·
Ecuador ·
Egypte ·
El Salvador ·
Engeland ·
Finland ·
Frankrijk ·
Griekenland ·
Guatemala · 
Haïti ·
Honduras ·
Hongarije ·
Hongkong ·
Ierland ·
Irak ·
Israël ·
Ivoorkust ·
Jamaica ·
Japan ·
Joegoslavië ·
Jordanië ·
Kameroen ·
Koeweit · 
Liberia · 
Marokko ·
Mexico ·
Montenegro ·
Nederland ·
Nederlandse Antillen ·
Nicaragua ·
Nieuw-Zeeland · 
Nigeria ·
Noord-Ierland ·
Noorwegen ·
Panama ·
Paraguay ·
Peru ·
Polen ·
Puerto Rico ·
Qatar ·
Roemenië ·
Saoedi-Arabië ·
Schotland ·
Senegal ·
Servië ·
Slovenië ·
Slowakije ·
Sovjet-Unie ·
Spanje ·
Trinidad en Tobago ·
Tsjecho-Slowakije ·
Tunesië · 
Turkije · 
Uruguay ·
Venezuela ·
Verenigde Arabische Emiraten · 
Verenigde Staten ·
Zuid-Afrika ·
Zuid-Korea ·
Zweden ·
Zwitserland
Brazilië (2014) ·
Engeland (2018) ·
Griekenland (2014) ·
Ivoorkust (2014) ·
Japan (2014) ·
Japan (2018) ·
Polen (2018) ·
Senegal (2018) ·
Uruguay (2014)